# Джулс, Гэри
Гэри Джулс (англ. Gary Jules; род. 19 марта 1969, Фресно, Калифорния, США) — американский певец и автор песен.

## Биография

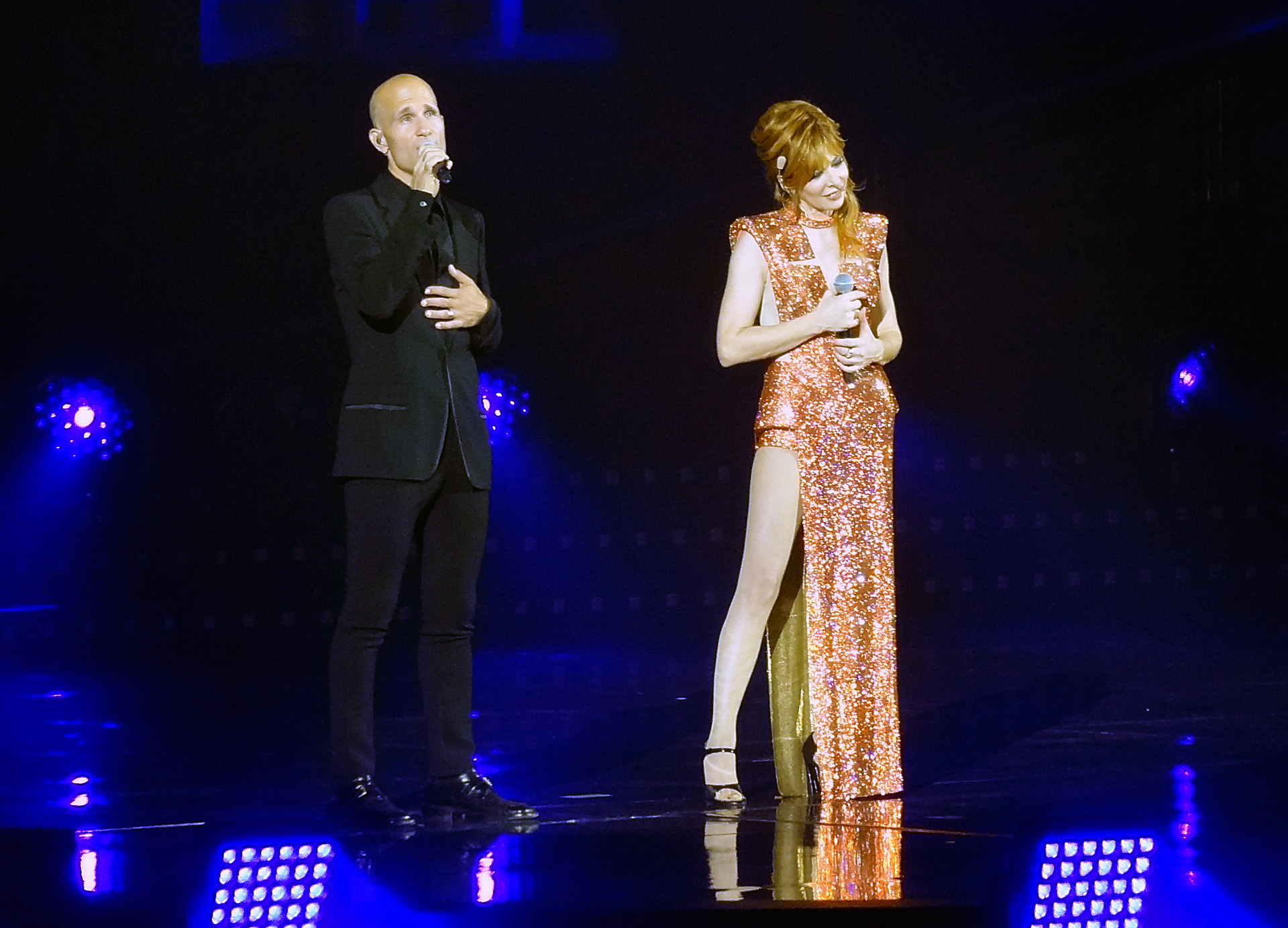
Гэри Джулс и Милен Фармер. 2013 год.

Гэри Джулс родился 19 марта 1969 года во Фресно, Калифорния, в семье Мари и Гэри Агирре. Его семья имеет корни из Оклахомы, Ирландии, Франции, Мексики и Испании. Он учился в школе епископа в Ла-Холья, Калифорния.

### Карьера
Джулс записал кавер на песню «Mad World" группы Tears for Fears для фильма "Донни Дарко" в 2001 году. Этот кавер стал рождественским синглом номер один в Великобритании в 2003 году.
Он также исполнил эту песню в дуэте с Милен Фармер во время ее тура в 2013 году. Кавер использовался в различных телевизионных программах и фильмах.
Адам Ламберт спел кавер на эту песню во время American Idol. Песни Джулса также были вдохновлены личным опытом, включая переезд его семьи из Калифорнии в Северную Каролину.

## Дискография

### Альбомы
- Greetings from the Side (1998)
- Trading Snakeoil for Wolftickets (2001)
- Gary Jules (2006)
- Bird (2008)

### Синглы
- Mad World (2003)